# جاکومو تولی
جاکومو تولی (انگلیسی: Giacomo Tulli؛ زادهٔ ۲۴ اکتبر ۱۹۸۷) بازیکن فوتبال اهل ایتالیا است.
از باشگاه‌هایی که در آن بازی کرده‌است می‌توان به باشگاه فوتبال آنکونا، باشگاه فوتبال ویچنزا، باشگاه فوتبال پیزا، و باشگاه فوتبال چزنا اشاره کرد.